# Patrick Vieira
Patrick Vieira (født 23. juni 1976 i Dakar, Senegal) er en tidligere senegalesisk-fransk fodboldspiller. Han er mest kendt for sin  tid i Arsenal F.C. i den engelske Premier League, og han sluttede sin aktive fodboldkarriere i 2011 som spiller for Manchester City, ligeledes  i den engelske Premier League.
Han startede sin professionelle karriere i Cannes FC (1993-1995). Han kom til AC Milan (1995-1996) men spillede kun to ligakampe, inden han blev købt af Arsenal F.C. for 4 millioner pund. 
Faktisk var købet af Vieira et krav fra Arsène Wengers side for at overtage trænerjobbet i Arsenal. 
Han har vundet tre Premier League-titler (1998, 2002, 2004) og fire FA Cup-titler (1998, 2002, 2003, 2005) med Arsenal, og blev betragtet som én af de bedste defensive midtbanespillere i Premier League. 2005-2006 spillede han for Juventus, men skiftede i 2006 til Inter.
Vieira spillede mellem 1997 og 2009 107 kampe for Frankrigs landshold, hvori han scorede seks mål. Han har vundet både VM i 1998, EM i 2000, Confederations Cup 2001 og var med på sølvholdet ved VM i 2006.